# Симеон (син Якова)

Символ племені Симеона

Симеон (івр. שִׁמְעוֹן *Шімо́н)  — згідно з біблійними книгами Буття та Числа , один з дванадцяти синів патріарха Якова. Був другим після Рувима, сином Якова від його першої дружини Лії (Бут. 29:33). Мав запальну та люту вдачу. У Книзі Буття розповідається про його помсту хівеянам, один із яких зґвалтував його сестру Діну (Бут. 34:25-30).

## Нащадки Симеона
Яків із своїм родом перебував у Ханаані аж до переселення у Єгипет в провінцію Гасем. Коли він спочатку послав своїх синів у Єгипет за пошуками хліба, Йосип залишає Симеона у заручниках, відправивши братів, які не здогадувались хто він, назад по молодшого брата Веніямина (Бут. 42:24). У Єгипті від синів Якова вийшло 12 колін (племен) народу ізраїльського. Разом з Симеоном та родиною Якова до Єгипту прибули також і його сини — Ємуїл, Ямін, Огад, Яхін, Цохар і Саул (Бут. 46:10). Проте пізніше перед своєю смертю Яків пророкує розпорошення потомства Симеона та Левія в Ізраїлі «Проклятий гнів їхній, бо сильний, та їхня лютість, тяжка бо вона! Поділю їх я в Якові, і їх розпорошу в Ізраїлі!» (Бут. 42:24). 
Нащадки Симеона у Єгипті утворили Симеонове коліно, яке при виході євреїв з Єгипту склало 59300 тис. дорослих, чоловіків здатних носити зброю (Чис. 1:23). При займанні Ханаану, після повернення з Єгипту, племені Симеона була відведена південно-західна частина країни. У подальшій історії, після завоювання Ханаану, плем'я змішалося з іншими сусідами і зникло з історичної арени.